# Flatt and Scruggs
Flatt and Scruggs was een Amerikaans bluegrassduo bestaande uit zanger, gitarist en mandolinespeler Lester Flatt en banjospeler Earl Scruggs, dat met hun begeleidingsband, de Foggy Mountain Boys, vanaf 1948 tot 1969 een van de belangrijkste bluegrass-groepen in de geschiedenis van het genre was. Zij kregen in de jaren 1960 grote bekendheid met "The Ballad of Jed Clampett", de herkenningstune van de tv-serie The Beverly Hillbillies.
De belangrijkste leden van de Foggy Mountain Boys waren violist Paul Warren, een meester in zowel de ouderwetse als de bluegrass-vioolstijl, wiens techniek alle kwalitatieve aspecten van "de bluegrass-breakdown" en snelle strijkstijl weerspiegelde; dobro-speler Burkett "Uncle Josh" Graves, een vernieuwer van de geavanceerde speelstijl van het instrument dat nu in het genre wordt gebruikt; stand-up bassist E.P. "Cousin Jake" Tullock; en mandolinist Curly Seckler. Scruggs was een van de eersten, die fingerpicking op de banjo gebruikte, voor hem was het voornamelijk een slaginstrument.

## Jeugd
Zowel Flatt (1914-1979) als Scruggs (1924-2012) zijn geboren in kerkgemeenschappen op het platteland, Flatt in de omgeving van Duncans Chapel, nabij Livingston in Overton County in Tennessee, Scruggs in Flint Hill nabij Shelby in North Carolina. Flatt stopte op 12-jarige leeftijd met school en trouwde op zijn 17-de.   Scruggs vader was landbouwer en boekhouder, die overleed toen Scruggs 4 jaar oud was, zijn moeder Georgia Lula Ruppe nam de zorg over de boerderij en de 5 kinderen op zich. Zowel Flatt als Scruggs werkten in hun jeugd in de textielindustrie.

## Bill Monroe
Flatt zong en speelde mandoline in 1943 bij The Kentucky Pardners, de band van Charlie Monroe, de oudere broer van Bill Monroe, welke laatste hem in 1945 vroeg voor zijn band The Blue Grass Boys. Eind 1945 deed Scruggs auditie om de plaats in te nemen van David "Stringbean" Akeman. Nadat ze Scruggs hadden geaccepteerd als een van de Blue Grass Boys, bestond deze groep uit Bill Monroe (zang / mandoline), Lester Flatt (gitaar / zang), Earl Scruggs (banjo), Chubby Wise (viool) en Howard Watts (artiestennaam Cedric Rainwater) op staande bas. De Blue Grass Boys waren vernoemd naar de staat Kentucky, de blue grass state, en werden de naamgever van het muziekgenre en het prototype van wat een bluegrassband met zijn prominente rol van de banjo als lead-instrument zou worden. Vroeg in 1948 verlieten Flatt en Scruggs de band van Monroe en vormden in de lente samen met Rainwater hun eigen band, de Foggy Mountain Boys.

## Foggy Mountain Boys
De Foggy Mountain Boys ontlenen hun naam aan de regio van Appalachia, een bergstreek in het oosten van de Verenigde Staten, waar de bergen vaak in nevelen gehuld zijn. De eerste line-up van de band bestond naast Flatt, Scrugss en Rainwater uit gitaristen Jim Eanes en Mac Wiseman en fiddler Jim Shumate. Eind 1948 traden zij op voor radiostation WCYB uit Bristol, een stadje op de grens van Tennessee en Virginia en maakten zij hun eerste plaatopnames voor Mercury Records. In 1949 voegde mandolinist Curly Seckler zich bij de band. In dat jaar namen zij "Foggy Mountain Breakdown" op, een nummer met razendsnel banjospel, dat een standaard zou worden in het bluegrass-repertoire. "Foggy Mountain Breakdown" was een instrumentaal nummer van de hand van Scruggs, met Scruggs op zijn 5-snarige banjo. Het nummer werd gebruikt voor de film Bonnie and Clyde in de achtervolgingsscene na een bankroof. Flatt en Scruggs namen hiervoor een nieuwe versie op, maar regisseur Arthur Penn koos voor het origineel.
In 1951 stapte het duo over naar Columbia Records en zouden daar tot het einde van hun samenwerking blijven. In 1953 hadden Flatt and Scruggs een dagelijkse radioshow op zender WSM uit Nashville. De show, getiteld Martha White Biscuit Time, werd gesponsord door Martha White een producent van meel, bloem en maismeelproducten. De jingle voor de show werd door Flatt and Scruggs met bassist Bobby Moore, fiddler Benny Martin en mandolinist Curley Seckler opgenomen in de studio van de Grand Ole Opry, en werd net als "Foggy Mountain Breakdown" een bluegrass-standaard. In 1953 trad bassist "Cousin Jake" Tullock toe tot de band, en zou daar tot het einde van de groep blijven. In 1955 kwam Josh Graves (bijnamen Buck en Uncle Josh) de groep op dobro versterken. Met zijn toevoeging weken zij steeds meer af van de oude Bill Monroe-stijl.
In de jaren 1950 en 1960 groeide hun populariteit, mede vanwege de folkrevival uit die tijd. In 1962 hadden Flatt and Scruggs hun enige nummer 1-hit in de countrylijsten met hun versie van "The Ballad of Jed Clampett". Het was de herkenningstune uit de tv-serie The Beverly Hillbillies, waarvoor zij eerder de instrumentale begeleiding bij zanger Jerry Scoggins hadden verzorgd. De vrouw van Scruggs, Louise, was hun manager - een van de eerste vrouwelijke professionals - en droeg bij aan hun carrière en het stimuleren van de interesse in countrymuziek. Zij traden op in het Newport Folk Festival en in tv-shows. The New York Times-recensent Robert Sheldon vergeleek Scruggs met violist Niccolò Paganini. Het einde van de jaren 1960 betekende ook het einde van de groep. Scruggs was geïnteresseerd in nieuwe ontwikkelingen, Flatt hield vast aan hun oude stijl. Toen Columbia Bob Johnston, de producer van albums van Bob Dylan, voorstelde als vervanger van hun vaste producer Don Law weigerde Flatt zijn medewerking en ging het duo uit elkaar.

## Eerbetoon
- Flatt and Scruggs werden in 1985 opgenomen in de Country Music Hall of Fame and Museum.
- In Shelby is een Earl Scruggs Center

## Bandleden
- Lester Flatt (gitaar)
- Earl Scruggs (banjo, gitaar)
- Paul Warren (fiddle)
- John Ray "Curly" Seckler (mandoline, gitaar)
- Josh Graves (dobro, bas)
- English P. “Cousin Jake” Tullock (bas)
- Chubby Wise (fiddle)
- Jim Shumate (fiddle)
- Benny Martin (fiddle)
- Benny Sims (fiddle)
- Howdy Forrester (fiddle)
- Art Wooten (fiddle)
- Howard Watts aka "Cedric Rainwater" (bas)
- Charles Johnson aka "Little Jody Rainwater" (bas)
- Frank "Hylo" Brown (bas, gitaar)
- Charles “Little Darlin’” Elza (bas)
- Joe Stuart (bas)
- Ernie Newton (bas)
- Bob Moore (bas)
- Everett Lilly (mandoline)
- Jim Eanes (gitaar)
- Mac Wiseman (gitaar)
- Billy E. Powers (gitaar)
- Johnny Johnson (guitaar)
- Earl Taylor (mandoline and mondharmonica)
- Grover C. Deskins Jr. (harmonica)

- Bibliothèque nationale de France: cb13903547w (data)
- Gemeinsame Normdatei: 5539608-2
- International Standard Name Identifier: 0000 0004 7070 1793
- Library of Congress Control Number: n82145585
- MusicBrainz: bf1254a2-4f29-4f44-90e7-291f96edc332
- Nationale Bibliotheek van Tsjechië: ko2002152636
- Nationale Bibliotheek van Israël: 987007377058905171
- Système universitaire de documentation: 160319501
- Virtual International Authority File: 138164678